# Ty Herndon
Pour les articles homonymes, voir Herndon.
Boyd Tyrone « Ty » Herndon (né le 2 mai 1962 à Meridian, Mississippi) est un chanteur américain de musique country.

## Biographie
Boyd Tyrone Herndon est né à Meridian, Mississippi, mais a grandi à Butler, en Alabama dans une famille nombreuse,. Il s'implique dans la musique dès son adolescence à travers la pratique du piano et du chant gospel. Peu de temps après avoir été diplômé de la Austin High School de Decatur, Herndon s'installe à Nashville pour poursuivre une carrière dans la musique. Il y cumule les petits boulots et essaie de se faire connaître. Il remporte un concours de chant au parc de loisirs Opryland USA. Ne voyant pas sa carrière évoluer, il quitte au bout de dix ans Nashville pour se rendre à Dallas. Il gagne un public fidèle et en 1993, et remporte le Texas Entertainer of the Year (artiste texan de l'année).
Il signe chez Epic Records, retourne finalement à Nashville et sort son premier single What Mattered Most en 1995. Ce premier titre se classe à la première place du classement Hot Country Singles & Tracks. S'ensuivra la sortie de son premier album premier album en avril 1995. L'album lui-même fait ses débuts à la quinzième place du Top Country Albums.
Living in a Moment, le second album d'Herndon sort en 1996 et se classe à la septième place. En 1998, s'est son troisième album Big Hopes qui continue à produire des singles bien classés. En 1999, il sort son quatrième album Steam qui ne rencontrera pas le même succès. En 2000, Herndon n'est plus diffusé à la radio et en 2002 il ne fait plus de tournées. À cette baisse de régime dans sa carrière se mêlent plusieurs problèmes personnels dont un divorce, des problèmes financiers, une agression à Los Angeles par trois hommes armées et plusieurs procès,. En 2004, il entre dans un centre de désintoxication pour régler ses problèmes avec l'alcool pour la seconde fois.
En 2002, il sort le single Heather's Wall mais au vu des ventes insuffisantes, ce qui devait être le premier single d'un nouvel album annoncera finalement un album compilation intitulé This Is Ty Herndon: Greatest Hits. Il sera finalement écarté du label Epic Records.
En 2002, il enregistrera et diffusera via son fan club et son site internet l'album de chants de noël A Not So Silent Night. En 2003, cet album sera repris en main et sorti chez le label indépendant Riviera/Liquid8 Records.
En 2006, il signe son retour chez Titan Pyramid Records et sort son nouvel album Right About Now le 9 janvier 2007. Il enchaîne le 8 juin 2010 avec la sortie de l'album Journey On pour lequel il sera nommé aux Grammy awards.

## Vie privée
Le 20 novembre 2014, dans une interview accordée au magazine People, Ty Herndon fait son coming out, et indique que la relation qu'il entretient avec son compagnon — Matt — dure depuis plusieurs années. Il confirme que ses deux ex-femmes étaient « parfaitement au courant » de sa sexualité,.

## Discographie

### Albums studio
| 1995                                          | What Mattered Most - Date de sortie : 18 avril 1995 - Label: Epic Nashville | 9  | 68  | 1 | —  | 3  | - US certification: Gold |
| 1996                                          | Living in a Moment - Date de sortie : 13 août 1996 - Label: Epic Nashville  | 6  | 65  | — | —  | 18 | - US certification: Gold |
| 1998                                          | Big Hopes - Date de sortie : 26 mai 1998 - Label: Epic Nashville            | 22 | 140 | — | —  | 31 |                          |
| 1999                                          | Steam - Date de sortie : 2 novembre 1999 - Label: Epic Nashville            | 14 | 124 | — | —  | —  |                          |
| 2007                                          | Right About Now - Label: Titan Pyramid                                      | 41 | —   | — | 24 | —  |                          |
| 2010                                          | Journey On - Date de sortie : 8 juin 2010 - Label: FUNL                     | —  | —   | — | —  | —  |                          |
| "—" signifie que le titre ne s'est pas classé |                                                                             |    |     |   |    |    |                          |

### Compilation
| Année | Détails                                                                                   | Peak positions |
| Année | Détails                                                                                   | US Country     |
| ----- | ----------------------------------------------------------------------------------------- | -------------- |
| 2002  | This Is Ty Herndon: Greatest Hits - Date de sortie : 26 mars 2002 - Label: Epic Nashville | 32             |

### Albums de Noël
| Année | Album details                                                                    |
| ----- | -------------------------------------------------------------------------------- |
| 2003  | A Not So Silent Night - Date de sortie : 23 septembre 2003 - Label: Riviera      |
| 2007  | A Ty Herndon Christmas - Date de sortie : 23 octobre 2007 - Label: Titan Pyramid |

### Singles
| Année                                                                                  | Single                                    | Meilleure positions, | Meilleure positions, | Meilleure positions, | Album                             |
| Année                                                                                  | Single                                    | US Country           | US                   | CAN Country          | Album                             |
| -------------------------------------------------------------------------------------- | ----------------------------------------- | -------------------- | -------------------- | -------------------- | --------------------------------- |
| 1995                                                                                   | What Mattered Most                        | 1                    | 90                   | 1                    | What Mattered Most                |
| 1995                                                                                   | I Want My Goodbye Back                    | 7                    | —                    | 9                    | What Mattered Most                |
| 1995                                                                                   | Heart Half Empty (avec Stephanie Bentley) | 21                   | —                    | 12                   | What Mattered Most                |
| 1996                                                                                   | In Your Face                              | 63                   | —                    | 58                   | What Mattered Most                |
| 1996                                                                                   | Living in a Moment                        | 1                    | —                    | 1                    | Living in a Moment                |
| 1996                                                                                   | She Wants to Be Wanted Again              | 21                   | —                    | 19                   | Living in a Moment                |
| 1997                                                                                   | Loved Too Much                            | 2                    | —                    | 2                    | Living in a Moment                |
| 1997                                                                                   | I Have to Surrender                       | 17                   | —                    | 14                   | Living in a Moment                |
| 1998                                                                                   | A Man Holdin' On (To a Woman Lettin' Go)  | 5                    | 81                   | 14                   | Big Hopes                         |
| 1998                                                                                   | It Must Be Love                           | 1                    | 38                   | 10                   | Big Hopes                         |
| 1999                                                                                   | Hands of a Working Man                    | 5                    | 47                   | 18                   | Big Hopes                         |
| 1999                                                                                   | Steam                                     | 18                   | 83                   | 19                   | Steam                             |
| 2000                                                                                   | "No Mercy"                                | 26                   | 92                   | 44                   | Steam                             |
| 2000                                                                                   | A Love Like That                          | 58                   | —                    | 70                   | Steam                             |
| 2002                                                                                   | Heather's Wall                            | 37                   | —                    | *                    | Chanson hors album                |
| 2002                                                                                   | A Few Short Years                         | 55                   | —                    | *                    | This Is Ty Herndon: Greatest Hits |
| 2006                                                                                   | Right About Now                           | —                    | —                    | —                    | Right About Now                   |
| 2007                                                                                   | Mighty Mighty Love                        | —                    | —                    | —                    | Right About Now                   |
| 2010                                                                                   | Journey On                                | —                    | —                    | —                    | Journey On                        |
| "—" signifie que le titre ne s'est pas classé * signifie que sa position est inconnue. |                                           |                      |                      |                      |                                   |